# Andreï Merzlikine
Andreï Ilyich Merzlikine (Андре́й Ильи́ч Мерзли́кин), né le 24 mars 1973 à Kaliningrad, actuellement Korolev, (dans l'oblast de Moscou en Union soviétique), est un acteur russe.

## Biographie
Né le 24 mars 1973 à Kaliningrad, Andreï Merzlikine est diplômé du Collège d'ingénierie et de technologie spatiales de Kaliningrad en 1992, puis, l'Université d'État russe du tourisme en 1996.
Il entre ensuite à VGIK où il étudie sous la direction d'Evgueni Kindinov. Alors qu'il étudie à l'institut, il reçoit le prix du meilleur acteur pour le rôle dans le court métrage Comment j'ai passé l'été réalisé par Natalia Pogonitcheva.
En 2000, dans le cadre du projet international « Hôtel Europe » dirigé par Ivan Popovski, il participe à plusieurs festivals de théâtre d'Europe.
Après avoir obtenu son diplôme du VGIK, il rejoint le théâtre Armen Dzhigarkhanyan de Moscou.
Au cinéma, il joue l'un des rôles principaux dans le film Boumer réalisé par Piotr Bouslov.
En 2022, il approuve ouvertement l’Invasion de l'Ukraine par la Russie.
En 2024, il soutient Vladimir Poutine, candidat à la présidentielle russe.

### Formation
- Institut national de la cinématographie

## Filmographie partielle

### Au cinéma
- 2000 : Les Vieilles Rosses (Старые клячи) d'Eldar Riazanov : lieutenant
- 2003 : Mail Order Bride : danseur
- 2003 : Boumer (Бумер) de Piotr Bouslov : Dimon 'Oshparennyy'
- 2005 : Nochnoy prodavets : Customer
- 2005 : Colin-maillard (Zhmurki) d'Alekseï Balabanov : gardien
- 2006 : Boumer 2 (Bumer: Film vtoroy) : Dimon
- 2006 : Okhota na Piranyu : Shtabs
- 2006 : Franz + Polina : Pavel
- 2006 : Compte à rebours (Obratnyy otschet) de Vadim Chmeliov : Maks Smirnov
- 2007 : Mai (Май) de Ilya Rubinstein : Alexandre Gaïevski
- 2007 : Russkaya igra : Krugel
- 2008 : Kacheli : Maul
- 2008 : Plyus odin : Captain Makarov
- 2008 : Posledniy poezd so stantsii Roppongi
- 2009 : Battlestar Rebellion (Obitaemyy ostrov) : Fank
- 2009 : Battlestar Rebellion (Obitaemyy ostrov. Skhvatka) : Fank
- 2009 : Goriatchie novosti : Smirnov
- 2009 : Pereprava
- 2009 : Zabludivshiysya : The Man
- 2009 : O, schastlivchik!
- 2010 : Gidravlika : Sam
- 2010 : Soleil trompeur 2 (Утомлённые солнцем-2) de Nikita Mikhalkov : Nikolaï
- 2010 : La Bataille de Brest-Litovsk : Kizhevatov
- 2011 : Mir krepezha : Event Planner
- 2011 : 4 jours en mai (4 Tage im Mai) : Sedych
- 2011 : Dom na obochine
- 2011 : Boris Godounov (Борис Годунов) : Grigori Otrepiev, le Faux Dimitri
- 2012 : L'Espion (Шпион, Chpion) : Karpenko
- 2012 : Esli by da kaby
- 2012 : Ot vinta 3D : Grom (voix)
- 2012 : Récits : Event Planner
- 2013 : Ivan syn Amira
- 2013 : Sherlock Holmes (Шерлок Холмс) : Helifax/Traut/Backley
- 2014 : Doll
- 2014 : L'Or (Zoloto) : Procureur
- 2014 : Fort Ross : comendant Kuskov
- 2015 : Elki lokhmatye
- 2015 : Schaste - eto...
- 2015 : Edinichka : Finogenov
- 2015 : Odnazhdy : Tretyakov
- 2015 : Uchilka : Kadyshev
- 2015 : La Patrie (Rodina) : Mitia
- 2015 : Le Carrosse vert (Zelyonaya kareta) d'Oleg Asadulin : Vadim Raevsky, réalisateur
- 2016 : Dukh baltiyskiy : Fridrich
- 2018 : Le Gardien des mondes de Sergueï Mokritski : Félix
- 2022 : First Oscar de Sergueï Mokritski : Ilya Kopaline
- 2023 : Le Bibliothécaire de Igor Tverdokhlebov : Maxime Vyazintsev

### À la télévision
- 2004 : L'Orchestre rouge d'Alexandre Aravine, série télévisée : Michel
- 2013 : Sherlock Holmes (Шерлок Холмс) d'Andreï Kavoune : Halifax (série télévisée)
- 2013 : Piotr Lechtchenko (Пётр Лещенко. Всё, что было…) de Vladimir Kott : Gueorgui Khrapak

## Récompenses et distinctions
- artiste émérite de la fédération de Russie (21 août 2018)[1]